# GALAXY (クレイジーケンバンドのアルバム)
『GALAXY』（ギャラクシー）は、クレイジーケンバンドの8枚目のオリジナル・アルバム。2006年9月20日にAlmond Eyesよりリリースされた。

## 概要
前作『Soul Punch』より1年2ヶ月ぶりとなるアルバム。
2015年2月25日にアナログ盤が発売された。

## チャート成績
2006年9月20日付のオリコン週間ランキングでは初動2万1千枚を売上、週間10位にランクイン。2022年3月現在5番目に売れたアルバム。

## 収録曲
特記外作詞・作曲・編曲：横山剣
作詞・作曲・編曲：高橋利光（1）
作詞・作曲・編曲：横山剣/G.Date（8）
作詞・作曲・編曲：小野瀬雅生（19）
作詞：横山剣/FIRE BALL/PAPA B（2）
作詞：横山剣/Q（9）
作曲・編曲：小野瀬雅生（11）
1. INTRO:GALAXY
2. ハマのアンバサダー　w/FIRE BALL and PAPA B
3. AMANOGAWA
  - ミュージック・ビデオ監督は泰太郎[6]。
  - 宇梶剛士、ダンテ・カーヴァーが出演。
4. eye catch:銀河の間
5. メリメリ
  - 9thシングル
6. Shock HAWAIIAN Shock
7. 混沌料理
8. Growl:魂の唸り
9. アイワナゲチョラ w/Q from Rappagariya
10. ゆっくり跳ねる音楽
11. 俺たち海坊主（Instrumental）
12. HONOLULU BBQ
13. eye catch:How zit?
14. 秋になっちゃった
15. 黒い傷跡のブルース
16. ドクロ町ツイスト
17. プレイボーイ・ツイスト
18. ミニスカハコスカヨコハマヨコスカ
19. B.B.B.B.B.
20. eye catch:GALAXY 4 Fantasy
21. ボタンのかけ違い
22. 12月17日
  - ミュージック・ビデオ監督は布施佳哉[7]。
23. eye catch:Oriental Souvenir
24. OMAKE!:肉食系